# La Roche-Maurice

La Roche-Maurice este o comună în departamentul Finistère, Franța. În 1 ianuarie 2022 avea o populație de 1.865 de locuitori.